# 浜田政壮

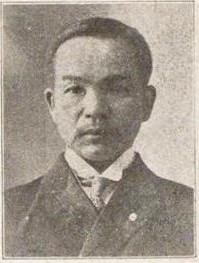
浜田政壮

浜田 政壮（濱田 政壯、はまだ まさたけ、1864年11月10日（元治元年10月11日）- 1937年（昭和12年）3月2日）は、明治から昭和初期の医師、政治家。衆議院議員、宮崎県会議長。旧姓は池田。

## 経歴
日向国諸県郡、のちの宮崎県東諸県郡倉岡村（現宮崎市）で、池田政順の二男として生れ、薩摩藩郷士・浜田戸太の養子となる。宮崎学校で中等教育を修め、高鍋の城竹窓に師事し漢学を修めた。1884年（明治17年）鹿児島県立医学校（のち県立鹿児島医科大学、現鹿児島大学）を卒業。上京して高木兼寛に医学を学び、1887年（明治20年）3月、医術開業免許を取得した。
その後、宮崎町（現宮崎市）で医院を開業。1896年（明治29年）伝染病研究所（現東京大学医科学研究所）講習科を卒業。1900年（明治33年）有志と宮崎に総合病院を開設し外科部長に就任した。宮崎県薬舗試験委員、同県連合医会議長、地方衛生会委員、宮崎県臨時検疫部検疫官などを務めた。日本赤十字社準備医員となり日露戦争に従軍し営口軍政署医官を務めた。
政界では宮崎町会議員に就任。1911年（明治44年）宮崎県会議員に選出され、同議長を務めた。1912年（明治45年）5月、第11回衆議院議員総選挙（宮崎県全県区、 立憲政友会）で当選し、衆議院議員に1期在任。1915年（大正4年）3月の第12回総選挙（宮崎県全県区、無所属）では落選した。
1915年、大浦事件で検挙され、1916年（大正5年）6月、高松地方裁判所で懲役3か月・執行猶予3年・追徴金1100円の判決を受けた。これにより勲六等及び明治三十七八年従軍記章を褫奪された。その後、台湾に渡り医業に従事し、1924年（大正13年）に帰郷。宮崎県医学会長、宮崎県医師会長、日赤宮崎支部看護婦養成所教頭などを務めた。